# Russisch Bevrijdingsleger

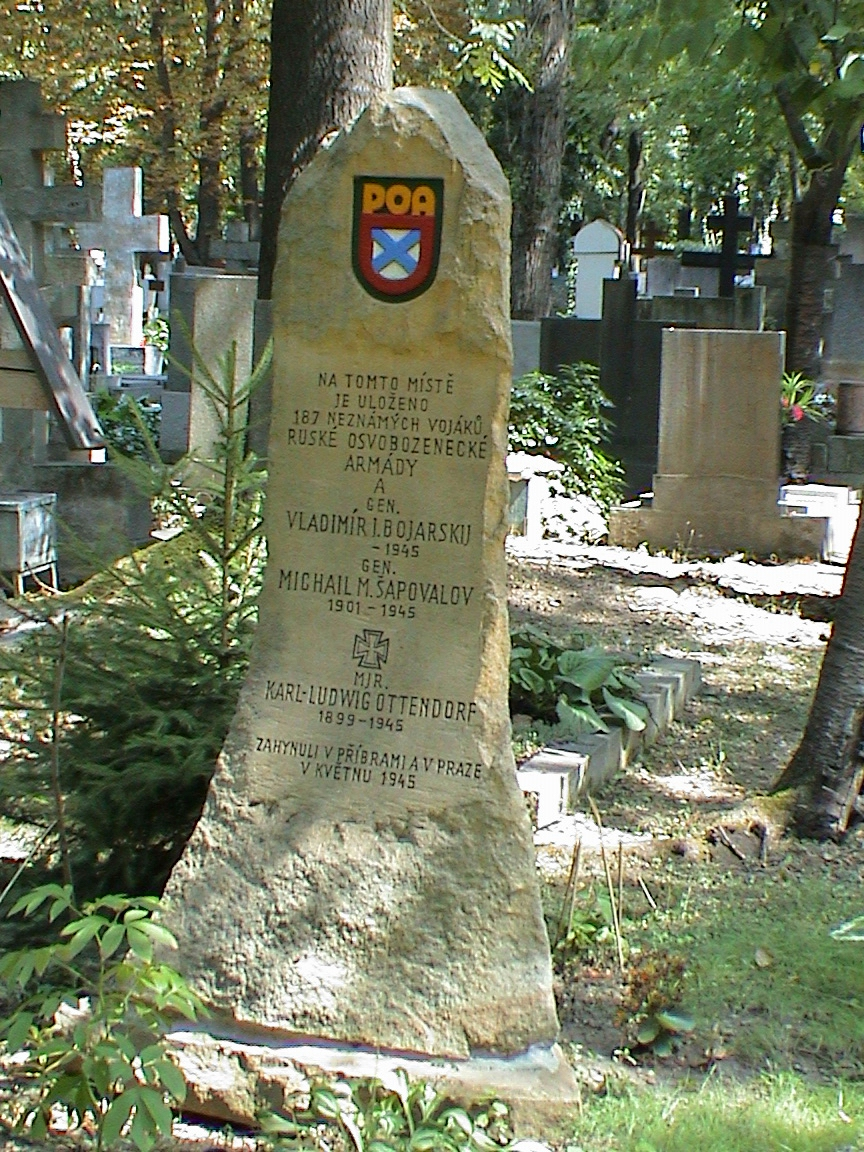
Monument op een massagraf met manschappen van het VS-KONR op een begraafplaats in Praag, met daarop het embleem van het ROA

Het ROA (Russisch Bevrijdingsleger) (Russisch: Русская освободительная армия (РОА), Roesskaja osvoboditelnaja armija (ROA), Duits: Russische Befreiungsarmee) was de naam die tijdens de Tweede Wereldoorlog werd gebruikt voor een groot aantal, onderling niet met elkaar samenhangende eenheden van de Wehrmacht die voornamelijk uit Russen bestonden. De naam ROA wordt ook wel gebruikt voor het in november 1944 door Russische officieren opgerichte VS-KONR. In beide gevallen wordt ook wel gesproken van Vlasovleger.

## Voorgeschiedenis
Direct na de inval in de Sovjet-Unie in juni 1941 werden de invallers op veel plaatsen ingehaald als bevrijders en liepen grote aantallen soldaten van het Rode Leger over naar het Duitse leger. De inzet van soldaten uit de verschillende niet-Russische volkeren werd door de Duitse autoriteiten al snel officieel toegestaan. De niet-Russische vrijwilligers werden geleidelijk naar etniciteit ingedeeld bij zogenaamde Ostbatallions die op hun beurt weer deel uitmaakten van Ostlegionen, zogenaamde nationale bevrijdingslegers tegen de Russische c.q. communistische overheersing. In werkelijkheid werden deze bataljons zo veel mogelijk verspreid over het front ingezet en werden ze ingedeeld bij reguliere Duitse eenheden. Daarnaast werden in de bezette gebieden talloze lokale milities gevormd ter ordehandhaving, bewaking van infrastructuur en bestrijding van partizanen.
Ondanks Hitlers verbod werden ook Russen op grote schaal door de Wehrmacht ingezet voor zowel onbewapende als bewapende taken. Volgens schattingen telde de Wehrmacht eind 1941 ten minste 150.000 Russische soldaten, een cijfer dat een half jaar later al was opgelopen tot ten minste een half miljoen. Een onbekend aantal Russen diende direct na overgave/gevangenneming als HiWi (van Hilfswillige, vrijwilliger), in eerste instantie in ondersteunende taken, bijvoorbeeld als kok, bakker of chauffeur, later ook steeds meer in een gevechtsrol. Bovendien waren er enkele regionale initiatieven om Russische eenheden te vormen:
- Reeds in juli 1941 vormde de Duitse militaire geheime dienst Abwehr een Russisch bataljon dat al snel uit zou groeien tot de gevechtsdivisie Sonderdivision R. Uitzonderlijk was dat deze divisie, hoewel een integraal onderdeel van de Wehrmacht, onder Russische leiding stond.
- Eveneens op initiatief van de Abwehr werd in maart 1942 in Osintorf in Wit-Rusland de Abwehr Abteilung 203 opgericht, later Russisch Nationaal Volksleger (R.N.N.A.) genaamd.
- Door het Duitse 2e Pantserleger werd begin 1942 in de omgeving van Brjansk de semi-autonome Lokotrepubliek gevormd, waar een kleine lokale militie onder leiding van Bronislav Kaminski uitgroeide tot het Russische Nationale Bevrijdingsleger (Russkaya Osvoboditelnaya Narodnaya Armiya, RONA.), een min of meer autonoom leger ter grootte van een divisie dat zelfs over tanks en artillerie beschikte.
- Begin 1942 vormde Legergroep Midden zes bataljons met zogenaamde Osttruppen, een term die vanaf die winter de term HiWi verving. Om de etniciteit van de manschappen te maskeren kregen deze bataljons namen als Knieper en Berezina.
- Door de SS werd in april 1942 in Pskov een propaganda- en sabotage-eenheid gevormd, die onder de naam SS –Sonderformation "Drushina" ("lijfwacht") met succes werd ingezet tegen partizanen.

Daarnaast waren er talloze kozakkeneenheden. Kozakken werden echter door de Duitsers niet tot de Russen gerekend; om problemen met de rassenleer te vermijden werd door het Ostministerium zelfs verzonnen dat de kozakken van Germaanse afkomst waren.
In Duitsland zelf trachtten Russische immigranten, voornamelijk veteranen van het Witte Leger uit de Russische Burgeroorlog de Wehrmacht te bewegen tot de vorming van Russische gewapende eenheden. Hoewel er binnen de Wehrmacht veel sympathie bestond voor dit plan wees Hitler het af. In februari 1942, nadat hij had ontdekt dat zijn bevelen inzake de inzet van Russen werden overtreden, verbood Hitler de verdere uitbreiding van de Osttruppen. Desondanks groeide het aantal Russen in de Wehrmacht en werd hun inzet in toenemende mate geregulariseerd. In augustus 1942 werden officiële regels van kracht waarin uniformen, onderscheidingen en betaling werden vastgelegd.

## Het ROA
Intussen had in juli 1942 generaal Andrej Vlasov zich overgegeven aan de Duitsers. De pro-Russische fractie binnen de Wehrmacht was al langer op zoek naar een prominente Rus die als gezicht van een Russische bevrijdingsbeweging kon fungeren. Vlasov bleek bereid die rol op zich te nemen. Hitler stond het gebruik van Vlasov voor propagandadoeleinden toe, een term die vervolgens door diens Duitse medestanders zo breed mogelijk werd geïnterpreteerd. In november 1942 werd onder voorzitterschap van Vlasov een Russisch Nationaal Comité opgericht, een apparaat zonder feitelijke zeggenschap dat in de propaganda als regering in ballingschap kon dienen. Voor de andere volkeren van de Sovjet-Unie bestonden dergelijke comités al langer. Dit comité gaf op 27 december 1942 een proclamatie uit waarin werd opgeroepen tot de vernietiging van het Stalinisme, het sluiten van een eervolle vrede met Duitsland en deelname van Rusland in het nieuwe Europa. Doordat Duitse vliegtuigen deze proclamatie vervolgens aan beide zijden van het front uitstrooiden, werd bij de Russen aan beide kanten de indruk gewekt dat er werkelijk een Russische bevrijdingsbeweging bestond. Het aantal deserteurs uit het Rode Leger nam hierna flink toe.
Begin 1943 werd de naam Russisch Bevrijdingsleger ingevoerd als gemeenschappelijke naam voor de talloze Russische eenheden binnen de Wehrmacht. In Dabendorf bij Berlijn werd een "school voor propagandisten" opgericht die tevens als hoofdkwartier en officiersopleiding van het ROA fungeerde. De soldaten van de Russische Ostbatallions droegen voortaan het insigne van het ROA op hun voor de rest overwegend Duitse uniform. Verder werd onder hen de legerkrant Dobrovoljets (De Vrijwilliger) verspreid. Vlasov wierf rekruten in krijgsgevangenenkampen, waar de Russische gevangenen vaak maar al te graag wilden ontsnappen aan de onmenselijke omstandigheden waarin ze werden vastgehouden, alsmede onder Russische dwangarbeiders. Op deze categorie was een andere krant van het ROA gericht, Zarja (Dageraad) genaamd. In Marijampolė in Litouwen werd een ROA-officiersschool opgericht.
Hoewel de propaganda een groot succes bleek, had het ROA in SS-leider Heinrich Himmler een fanatiek tegenstander. Nadat hij Hitler had verteld dat Russische eenheden massaal overliepen naar de vijand, iets wat in werkelijkheid slechts op zeer kleine schaal voorkwam, beval de laatste in september 1943 dat het ROA moest worden ontbonden. De Duitse generaals wisten een compromis te bereiken waarmee de ca. 500- tot 750.000 Russen behouden konden worden. Alleen eenheden waarvan de betrouwbaarheid twijfelachtig was zouden worden ontbonden; uiteindelijk zouden slechts zo’n 5000 Russen worden ontwapend. De overige eenheden zouden, zodra dat praktisch uitkwam, worden overgeplaatst naar het westen. Deze laatste maatregel trof overigens ook talloze niet-Russische vrijwilligerseenheden, die eveneens verspreid werden over het gehele bezette gebied dat zich uitstrekte van Noorwegen tot en met Griekenland.
Terwijl de talloze Russische batallions in de Duitse landmacht (Heer) geleidelijk werden overgeplaatst naar het westen, werd door de Luftwaffe in december 1943 het 1. Ostfliegerstaffel (russ.) gevormd, een uit Russen en enkele Joegoslaven bestaande eenheid die ’s nachts met verouderde toestellen bombardementen uitvoerde op stellingen van het Rode Leger. Na 8 maanden waarin 500 vluchten werden gemaakt werd de eenheid alweer ontbonden.
Na de Landing in Normandië vochten diverse Russische eenheden tegen de westelijke geallieerden in Frankrijk. Alleen al in de twaalf weken na de landing in Normandië namen de geallieerde troepen ongeveer 20.000 Russen krijgsgevangen. Mede door de via pamfletten verspreide belofte van de Britten dat krijgsgevangenen snel naar de Sovjet-Unie zouden worden gerepatrieerd, vochten veel Russen zich liever dood dan zich over te geven.

## Het VS-KONR
Na de aanslag op Hitler op 20 juli 1944 verloren Vlasov en de zijnen een aantal belangrijke medestanders binnen de Wehrmacht, zoals Claus Schenk von Stauffenberg en Alexis von Roenne. Inmiddels was echter binnen de SS de houding tegenover de bewapende inzet van Russen veranderd. Kaminiski’s RONA werd in juli 1944 ingelijfd bij de Waffen-SS en moest de basis vormen van een nog op te richten Russische divisie. Nadat de inzet van het RONA bij het neerslaan van de Opstand van Warschau in augustus van dat jaar op een fiasco was uitgelopen, werd Kaminki uit de weg geruimd en wierp Himmler zich op als beschermheer van Vlasov. Himmler stelde de oprichting voor van een Comité voor de Bevrijding van de Volkeren van Rusland (KONR), dat een leger van vijf divisies zou mogen vormen, waarvan er twee onmiddellijk opgericht zouden worden. De term Rusland werd nu een bredere betekenis gegeven en betrof nu het grootste deel van de Sovjet-Unie. Het KONR werd echter geboycot door de andere nationale comités, met uitzondering van de Kalmukken. Het KONR, en daarmee haar leger het VS-KONR (Strijdkrachten van het Comité voor de Bevrijding van de Volkeren van Rusland), werd in november 1944 in Praag officieel opgericht.
Het VS-KONR werd opgebouwd rond een kern van cursisten uit Dabendorf en de restanten van de twee Russische SS-divisies plus de Drushina, waarbij het RONA op last van Vlasov eerst grondig werd gezuiverd van criminele elementen. Tijdens de opbouwperiode maakten de divisies deel uit van het Ersatzheer, het reserveleger van de Wehrmacht dat onder bevel stond van Himmler. Om deze reden kregen de twee opgerichte divisies, naast de officiële namen van 1e en 2e divisie, tevens respectievelijk de Wehrmachtaanduidingen van 600e en 650e Infanteriedivisie (Russ.). Werving onder krijgsgevangenen en dwangarbeiders leverde in korte tijd genoeg aanmeldingen op voor 30 divisies. Hiervan werd echter maar een beperkt aantal kandidaten aangenomen. Wel zouden de bestaande ROA-bataljons geleidelijk overgaan naar het nieuwe leger.
De 1e divisie werd gelegerd in Münsingen, de 2e in Heuberg. Verder werden een reservebrigade en een antitankbrigade gevormd, in december gevolgd door een kleine luchtmacht. In april 1945 volgde nog de vorming van de Russische Brigade 599, die in het Deense Viborg werd gestationeerd. In totaal omvatte het VS-KONR bij de oprichting ongeveer 50.000 man, slechts een fractie van het totale aantal Russen in Duitse dienst. Formeel was dit aantal aan het einde van de oorlog verdubbeld, nadat ook een aantal kozakkeneenheden en de Kalmukken aan het leger waren toegevoegd.
Alleen de 1e divisie en de luchtmacht kwamen daadwerkelijk in actie tegen het Rode Leger, tijdens een gezamenlijke actie bij Erlenhof op 13 april 1945. Hierna trachtte Vlasov zijn troepen zo veel mogelijk te concentreren in Bohemen, in de hoop zich als grote anti-communistische strijdmacht over te kunnen geven aan de Amerikanen. De 1e Divisie speelde op 6 mei nog een doorslaggevende rol in de Praagse Opstand aan de zijde van de Tsjechen en trok daarna in westelijke richting. Beide divisies trachtten hierna het gebied van de westelijke geallieerden te bereiken. Een deel van de 2e Divisie, de reservedivisie en de generale staf, slaagde hierin en werd ondergebracht in kampen in het westen van Duitsland. De 1e divisie werd echter de toegang tot de Amerikaanse zone ontzegd. Het vooruitzicht in handen te vallen van het beruchte Rode Leger dreef velen tot zelfmoord, terwijl anderen in burgerkleding probeerden de Amerikaanse linies te overschrijden. Van beide divisies slaagde een klein deel, ten hoogste 5000 man, er voorlopig in om uit handen van de communisten te blijven. Het grootste deel hiervan werd uiteindelijk, net als de militairen van de ROA-bataljons, door de geallieerden alsnog uitgeleverd aan de Sovjet-Unie. Beter verging het de 8000 manschappen van de luchtmacht, die zich als geheel had overgegeven aan de anti-communistische generaal George Patton die weigerde aan de uitlevering van de Russen mee te werken.
Generaal Andrej Vlasov en andere vooraanstaande leden van het KONR werden na een showproces op 1 augustus 1946 opgehangen wegens terroristische en tegen de staat gerichte activiteiten. De meeste manschappen werden na hun deportatie direct afgevoerd naar kampen van de Goelag. De overlevenden zouden hieruit pas 10 jaar later, in het kader van een amnestie, worden vrijgelaten.

## Rangonderscheidingstekens 1942-1945
|  | Opperofficieren | Opperofficieren    | Opperofficieren | Hoofdofficieren | Hoofdofficieren   | Hoofdofficieren | Subalterne officieren | Subalterne officieren | Subalterne officieren | Onderofficieren | Onderofficieren | Manschappen | Manschappen |
|  | --------------- | ------------------ | --------------- | --------------- | ----------------- | --------------- | --------------------- | --------------------- | --------------------- | --------------- | --------------- | ----------- | ----------- |
|  |                 |                    |                 |                 |                   |                 |                       |                       |                       |                 |                 |             |             |
|  |                 |                    |                 |                 |                   |                 |                       |                       |                       |                 |                 |             |             |
|  | Generaal        | Luitenant-generaal | Generaal-majoor | Kolonel         | Luitenant-kolonel | Majoor          | Kapitein              | Luitenant             | Onderluitenant        | Feldwebel       | Onderofficier   | Gefreiter   | Soldaat     |